# Basil Theodorescu
Basil Theodorescu (n. 12/24 ianuarie 1891, București – d. 29 septembrie 1967, București), a fost un medic român, membru titular (1965) al Academiei Române.

## Distincții
- Ordinul „Meritul Științific” clasa I (26 septembrie 1966) „pentru merite deosebite în activitatea științifică, cu prilejul Centenarului Academiei Republicii Socialiste România”[2]